# Caggiano
Pour l’article homonyme, voir Caggiano (homonymie).
Caggiano est une commune italienne de la province de Salerne, dans la région de Campanie.

## Administration
| Période                                  | Période | Identité | Étiquette | Qualité |
| ---------------------------------------- | ------- | -------- | --------- | ------- |
|                                          |         |          |           |         |
| Les données manquantes sont à compléter. |         |          |           |         |

### Hameaux
Mattina, Calabri.

### Communes limitrophes
Auletta, Pertosa, Polla, Salvitelle, Sant'Angelo Le Fratte, Savoia di Lucania, Vietri di Potenza.

## Personnalités nées à Caggiano
- Giuseppe Abbamonte (1759-1819), homme politique italien, membre du directoire de la République cisalpine en 1799 ;
- Mimmo Pucciarelli (https://maitron.fr/spip.php?article156275).

## Galerie

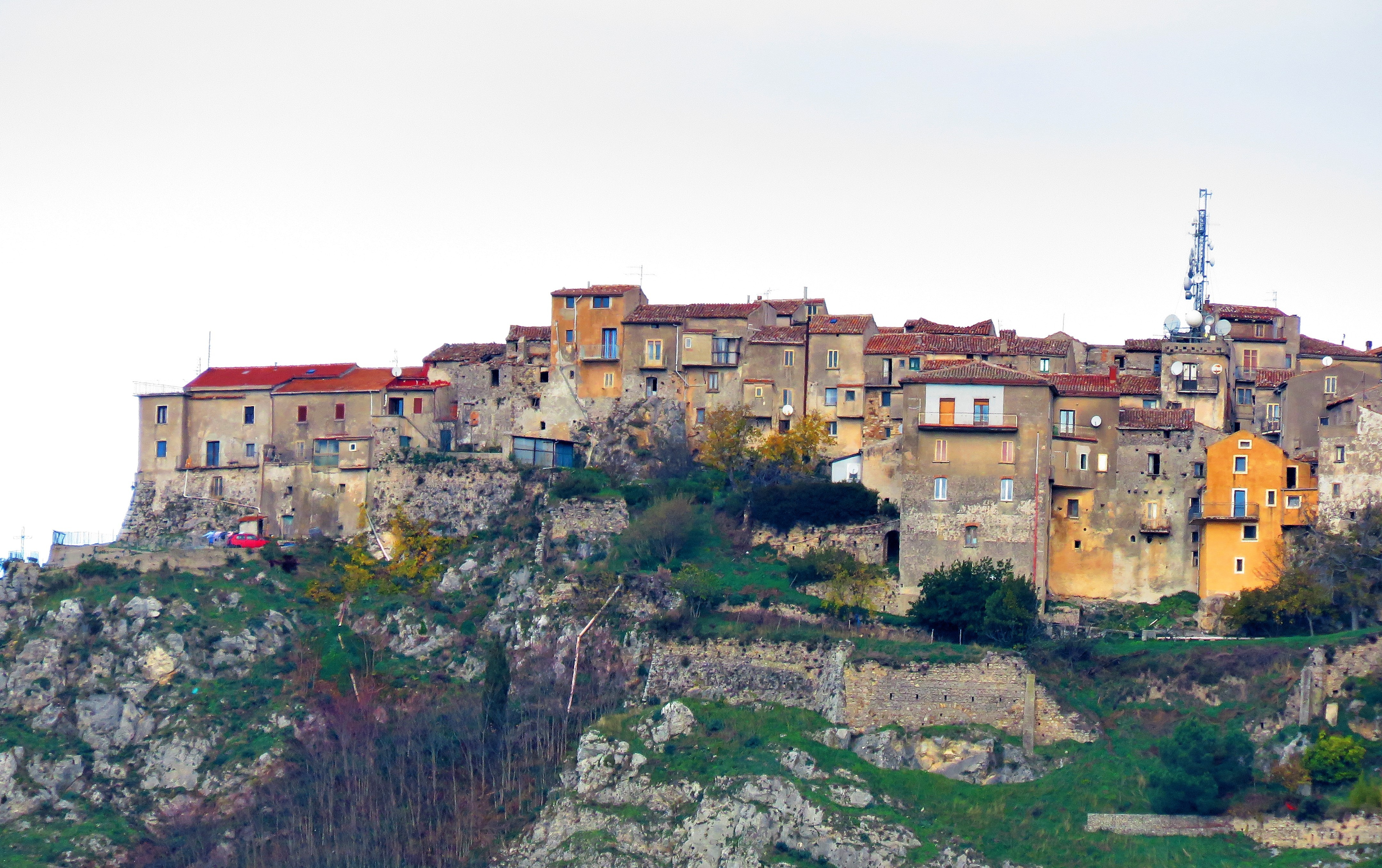
Panorama.
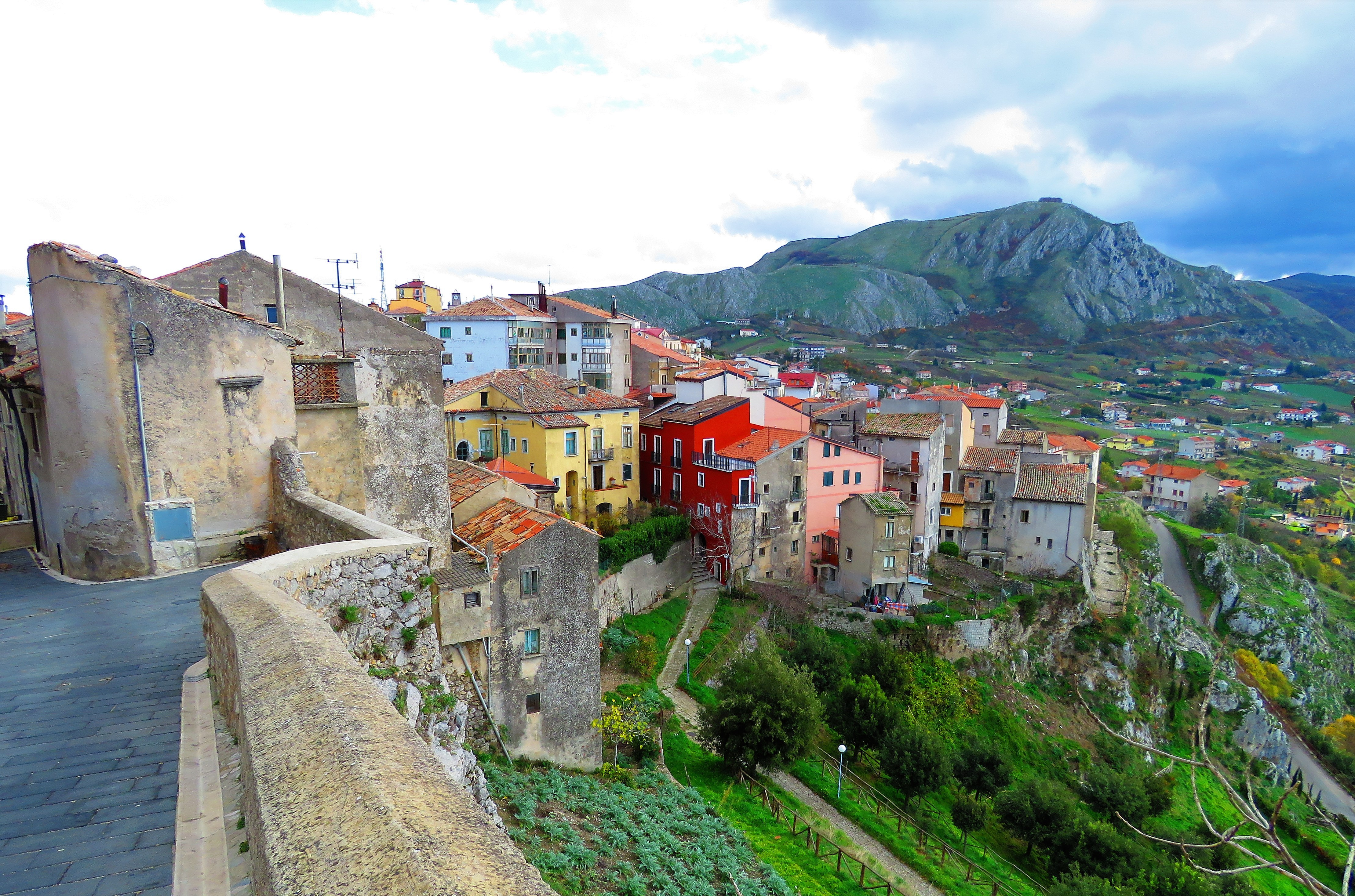
Vue de la vallée.
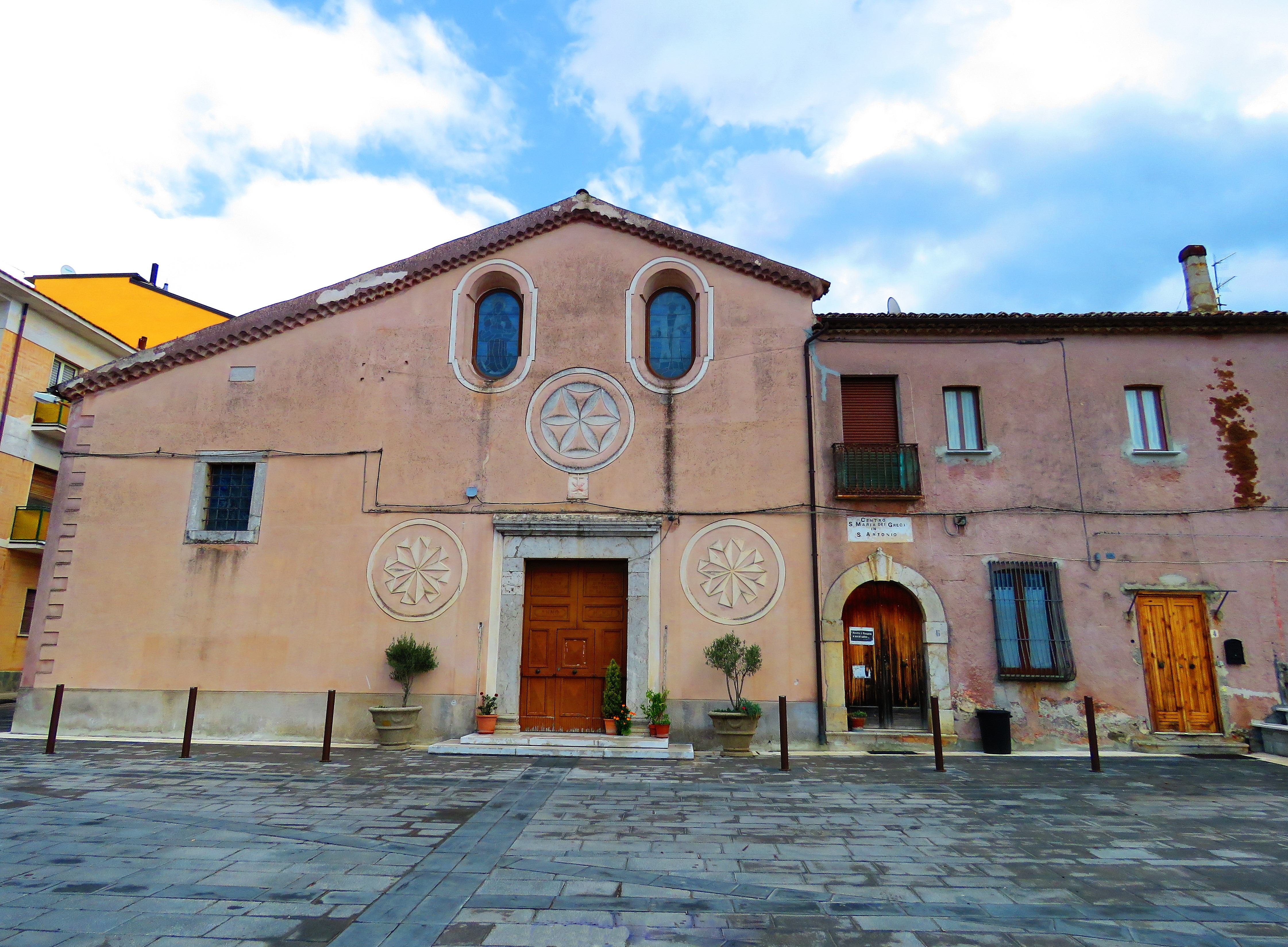
Église.